# Подпояски
Подпояски — деревня в Велижском районе Смоленской области России. Входит в состав Селезнёвского сельского поселения. Население — 24 жителя (2007). 
Расположена в северо-западной части области в 15 км к северо-востоку от Велижа, в 16 км северо-восточнее автодороги Р133 Смоленск — Невель, на берегу реки Западная Двина. В 80 км южнее деревни расположена железнодорожная станция Голынки на линии Смоленск — Витебск.

## История
В годы Великой Отечественной войны деревня была оккупирована гитлеровскими войсками в июле 1941 года, освобождена в сентябре 1943 года. 